# فردیناندو فوگا
 فردیناندو فوگا (انگلیسی: Ferdinando Fuga؛ ۱۶۹۹ – ۱۷۸۱) یک معمار اهل ایتالیا بود.